# Elezioni generali a Cuba del 1916
Le elezioni generali a Cuba del 1916 si tennero il 1º novembre. Le elezioni presidenziali furono vinte da Mario García Menocal, candidato del Partito Conservatore Nazionale, che ottenne la maggioranza dei seggi sia al Senato (8 su 12), sia alla Camera dei Rappresentanti (27 su 60).

## Risultati

### Elezioni presidenziali
| Candidato            | Partito                        | Voti | % |
| -------------------- | ------------------------------ | ---- | - |
| Mario García Menocal | Partito Conservatore Nazionale |      |   |
| Totale               |                                |      |   |

### Elezioni parlamentari

#### Camera dei rappresentanti
| Partito                        | Voti | %   | Seggi |
| ------------------------------ | ---- | --- | ----- |
| Partito Conservatore Nazionale |      |     | 27    |
| Partito Liberale Autonomista   |      |     | 27    |
| Partito Liberale Unionista     |      |     | 4     |
| Partito Liberale Provinciale   |      |     | 2     |
| Schede bianche/nulle           |      | -   | -     |
| Totale                         |      | 100 | 60    |

#### Senato
| Partito                        | Voti | % | Seggi |
| ------------------------------ | ---- | - | ----- |
| Partito Conservatore Nazionale |      |   | 8     |
| Partito Liberale Autonomista   |      |   | 4     |
| Schede bianche/nulle           |      | - | -     |
| Totale                         |      |   | 12    |